# Il-1 (航空機)
Il-1
- 用途：戦闘機
- 製造者：イリューシン設計局
- 初飛行：1944年5月19日
- 生産数：1機
- 運用状況：試作のみ

イリューシン Il-1（Ilyushin Il-1、Ил-1）は、第二次世界大戦時にソビエト連邦のイリューシン設計局で開発された戦闘機である。最新のドイツ軍戦闘機に対抗するために低/中高度で使用する重装甲戦闘機として1943年に設計されたが、初飛行を行った1944年の時点ではソ連軍は既に制空権を確保していたため、不必要となっていた。わずか1機のみしか製作されなかったが、本機の複座型攻撃機版は成功作のIl-10となった。

## 開発
1943年にセルゲイ・イリューシンは、新しいIl-1装甲戦闘機の単座型と複座型の双方の開発を始めた。Il-1はイリューシン Il-2の設計と似ていたが、より近代化と小型化が図られた新型エンジンであるAM-42を搭載していた。Il-2と同様にエンジンとパイロットを防御するための応力負担装甲殻を採用していたが、Il-1では主翼付け根の吸入口から取り入れて装甲殻下面の隙間から排出される空気により冷やされるオイル冷却器とラジエターの移設に伴い、装甲部分は増加していた。降着装置は後方に引き込まれ、車輪は90度回転して主翼内に平面に納まった。固定武装はIl-2から踏襲された2門のVYa-23 23 mm機関砲のみで、200 kg (440 lb)までの爆弾を過荷重状態で機外に搭載することができた。敵戦闘機が航過するときに投下するための10発のAG-2カセット式対空榴弾も搭載可能であった。
Il-1は1944年5月19日に初飛行を行い、製造者側の試験では最高速度580 km/h (360 mph)を発揮したが、これは既に就役していたソ連軍戦闘機に比べて卓越していたわけではなく、イリューシンは本機を国家側の領収試験には提出しないことに決めた。
開発当初からイリューシンはIl-1の複座型を地上攻撃機に転用することに決めており、1944年春に戦闘機用として用意されていたIl-10に呼称が変更された。Il-10は1944年4月19日に初飛行を行い、翌月の国家側の領収試験で成功を収めた。

## 運用
ソビエト連邦
- ソ連空軍

## 要目
(Il-1) The Osprey Encyclopedia of Russian Aircraft 1875–1995, pp. 107–8
- 乗員：1名
- 全長：11.12 m (36 ft 53⁄4 in)
- 全幅：13.40 m (43 ft 115⁄8 in)
- 全高：4.08 m[4] (13 ft 4+5⁄8 in)
- 翼面積：30 m2 (323 ft2)
- 翼面荷重：
- 空虚重量：4,285 kg (9,447 lb)
- 運用重量：5,320 kg (11,728 lb)
- 馬力重量比：
- エンジン：1 × ミクーリン AM-42 液例 V型12気筒、1,472 kW（離昇出力）[5] (1,973 hp)
- 最大速度：580 km/h (360 mph, 313 kn)/ at 3,260 m (10,696 ft)
- 巡航高度：8,600 m (28,215 ft)
- 航続距離：1,000 km (621 mi, 521 nmi)
- 上昇率：1,000 m (3,300 ft)まで1.6 min
- 武装（試作機）：
  - 2 × VYa-23 23 mm機関砲
  - 爆弾：200 kg (440 lb) 爆弾, 後部胴体に10発のカセット式対空榴弾